# Аксай (місто, Росія)
Аксай (колишня назва — станиця Аксайська; рос. Аксай) — місто в Російській Федерації, адміністративний центр Аксайського району Ростовської області.
Поблизу міста розташована Мухіна балка — природоохоронний заповідник обласного значення.

## Назва
Аксай є складною тюркською назвою з «ак» — «білий» й «сай» — «балка», «сухе русло», що має значення «Біла балка», або «Біле сухе русло».

## Історія
Пам'ятка катакомбної культури.
Перша письмова згадка про поселення на місці Аксаю відноситься до 1570 року. Тоді азовський Діздар Сефер прислав до московського посла до османського імператора Селіма ІІ-го Івана Новосільцева до«Оксайського устя» під Кобякове городище двох чоловіків та перекладача. Московське посольство від Рильська супроводжував отаман Михайло Черкашенін.
Козацьке городище Оксай неодноразово потерпав від набігів ногайців, кримських татар та турок.
В документі з Аксайського музею за 1734 рік серед царських застав біля Черкаська згадана застава в Усть-Оксай. Тоді, щорічно під час повеней влітку, тут, переважно з Черкаська, перебували козаки із сім'ями. В Усть-Оксаї був ярмарок, де відбувалася жвава торгівля з українцями переважно рибою та хлібом.
На мапі 1742 року означений Усть-Аксайський стан.
1745 року у Російському Сенаті обговорювали перенесення фортеці святої Ганни з Черкаська до Усть-Аксаю. Проте було вирішено побудувати нову фортецю святого Дмитра Ростовського, що стала початком російського Ростова-на-Дону.
В 1775—1811 року через весняні повені у Черкаську начальство Черкаської округи перебувало в Усть-Аксайському стані.
1783 року тут заклали кам'яний Троїцький храм з іконостасом відомого архітектора Франческо Растреллі.
Взимку 1783/1784 року тут перебував командувач Кубанського корпуса Олександр Суворов.
1797 року Усть-Аксайський стан перейменований на Усть-Аксайську станицю. Згодом назва спростилася на Аксайську станицю.
З перенесенням центру області Війська Донського у Новочеркаськ 1805 року до 1837 року, козаки підіймали питання про перенесення столиці вже з Новочеркаська в Аксайську станицю.
1 червня 1820 року тут ночував російський поет Олександр Пушкін, який прямував на Кавказ.
1825 року зведено Успенський храм.
1850 року відкрилися Мореходні класи для підготовки матросів для російського флоту.
За Кримської війни у 1854—1855 роках тут будувалася Азовська веслова флотилія та пороховий завод.
1864 року проведена залізниця, що будувалася від Вороніжа до Ростова.
1957 року Аксайська станиця стала містом Аксай. В 1963—1965 роках Аксай мав обласне підпорядкування.

## Пам'ятки
У місті Аксай багато цікавих і пам'ятних місць. Серед них:
- Виставка військової техніки просто неба/
- Пам'ятник В. І. Леніну/
- Митна застава XVIII століття. Музей з експонатами побуту митників, зразками зброї, картами, старовинними рукописами.
- «Військово-історичний комплекс імені Гулаева». Знаходиться на території природоохоронного комплексу «Мухіна балка». Тут показана радянська і російська військова техніка, підземну споруду — командний пункт Північнокавказького округу.
- Музей «Поштова станція XIX століття». Тут зупинялися Грибоєдов, Лермонтов, Раєвський, Пушкін, Толстой, Чайковський, Розени та інші.
- Меморіальний комплекс «Переправа». Побудований в пам'ять про воїнів полеглих тут у Великій Вітчизняній війні.
- Кобяково городище з залишками селищ сарматів, половців, татар і русів[5].
- Аксайскій військово-історичний музей. В музеї зібрана військова техніка початку XX століття: ракети, автомобілі, гармати, літаки, танки, військові катери та інше.
- Фортеця Аксая. Фортеця з митної заставою XVIII століття — пам'ятник військово-фортифікаційної архітектури. Фортеця входить до складу
- А йскайского військово-історичного музею. Земляна фортеця 1763 року б частиною ростовської фортеці Дмитра Ростовського.
- Храм на честь ікони Божої Матері «Одигітрія» (XIX століття).
- Успенський храм (1825) в стилі ампір, побудований за проєктом архітектора М. А. Амбросимова.
- Військово-історичний музей середини XX століття «Будиночок Суворова». До складу музею входить сім будівель, пов'язаних з перебуванням тут діячів культури. Олександр Васильович Суворов провів тут зиму 1783—1784 років.
- Заповідник «Золоті гори» в заплаві річки Дон.
- Бюст двічі Героя Радянського Союзу Н. Д. Гулаева — пам'ятник регіонального значення.
- Аксайські підземелля.

## Відомі уродженці
У станиці Аксайській, у козацькій родині, народився видатний український архітектор Павло Голландський.
- Гулаєв Микола Дмитрович (26 лютого 1918 — 27 вересня 1985) — льотчик-винищувач, двічі Герой Радянського Союзу, третій з радянських асів за кількістю збитих літаків в роки Великої Вітчизняної війни, генерал-полковник авіації.
- Петровський Георгій Семенович (1924—1989) — радянський військовик, учасник Другої світової війни, генерал-лейтенант, почесний громадянин Бердичева.
- Рубахо Федір Якович (1923–1943) — Герой Радянського Союзу, снайпер окремого батальйону морської піхоти Новоросійської військово-морської бази Чорноморського флоту.
- Сергєєв Олександр Леонідович[ru] (8 грудня 1945 — 1 січня 2013) — російський китаєзнавець, автор численних наукових робіт з історії і культурі Китаю.
- Куповець Віктор Володимирович[ru] — чемпіон світу 1983 з велоспорту на треку, заслужений майстер спорту СРСР.

## Галерея

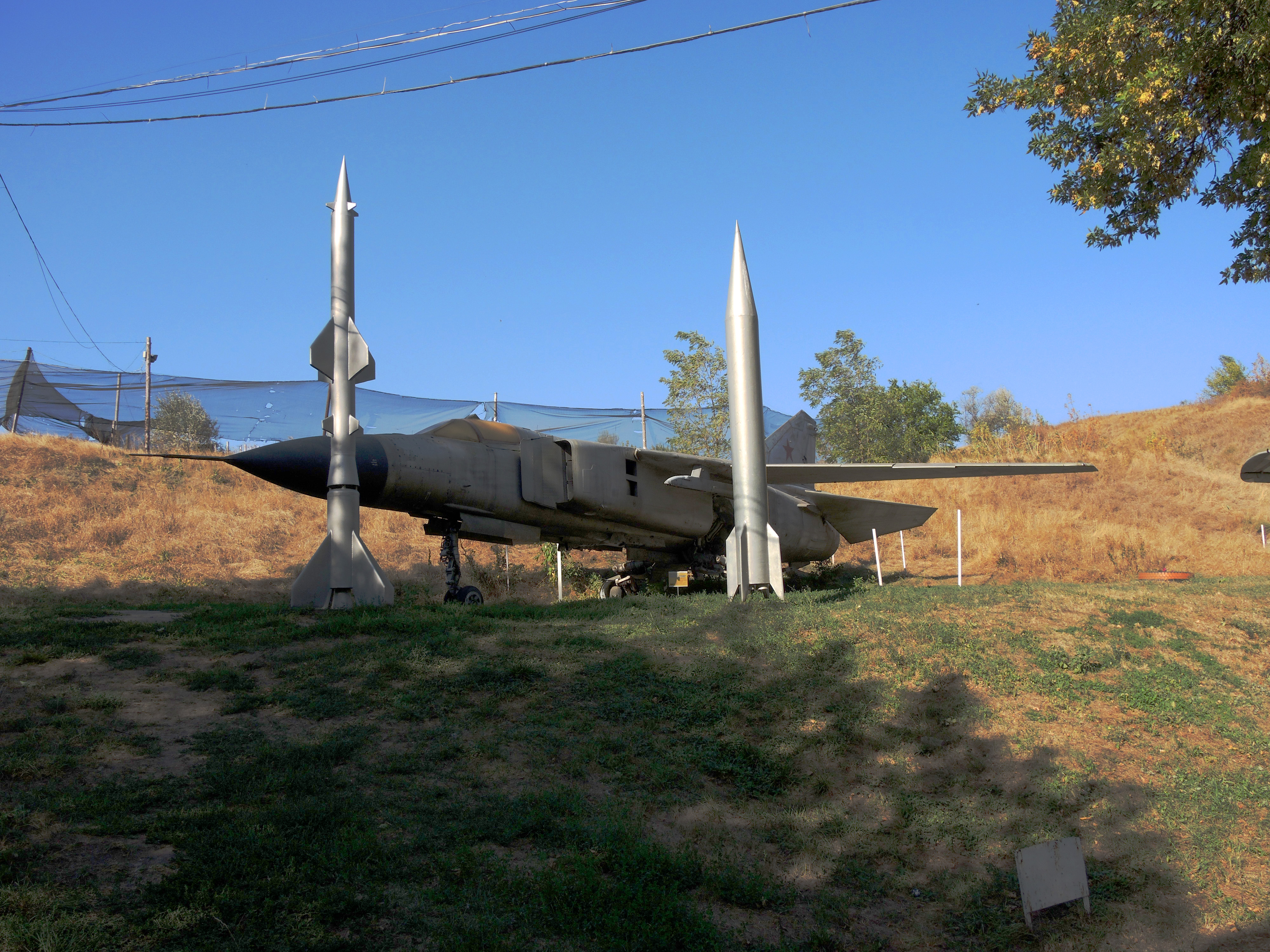
Мухіна балка - музей військової техніки
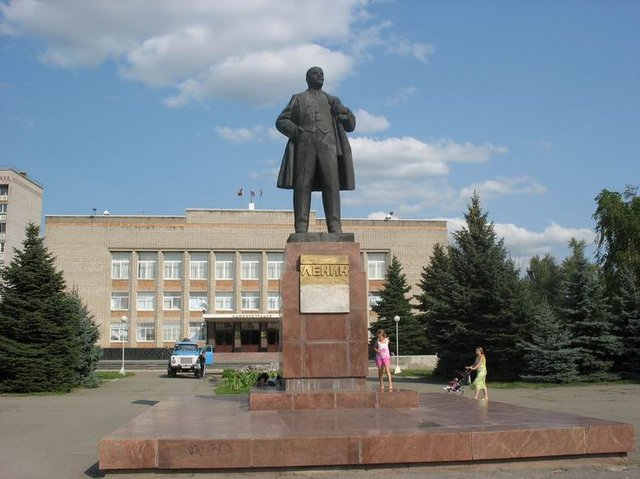
Пам'ятник Леніну
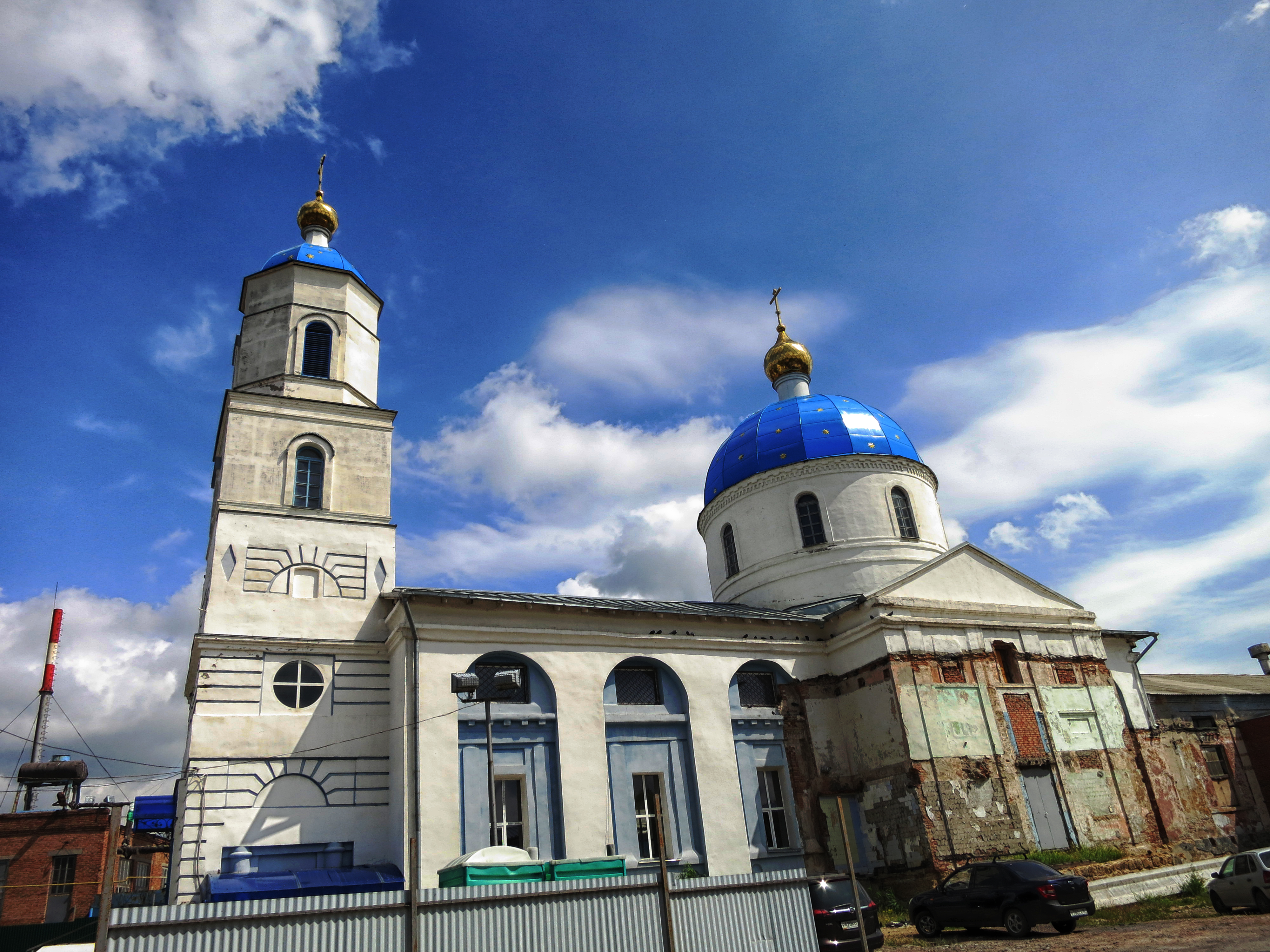
Аксайскій Свято-Успенський собор
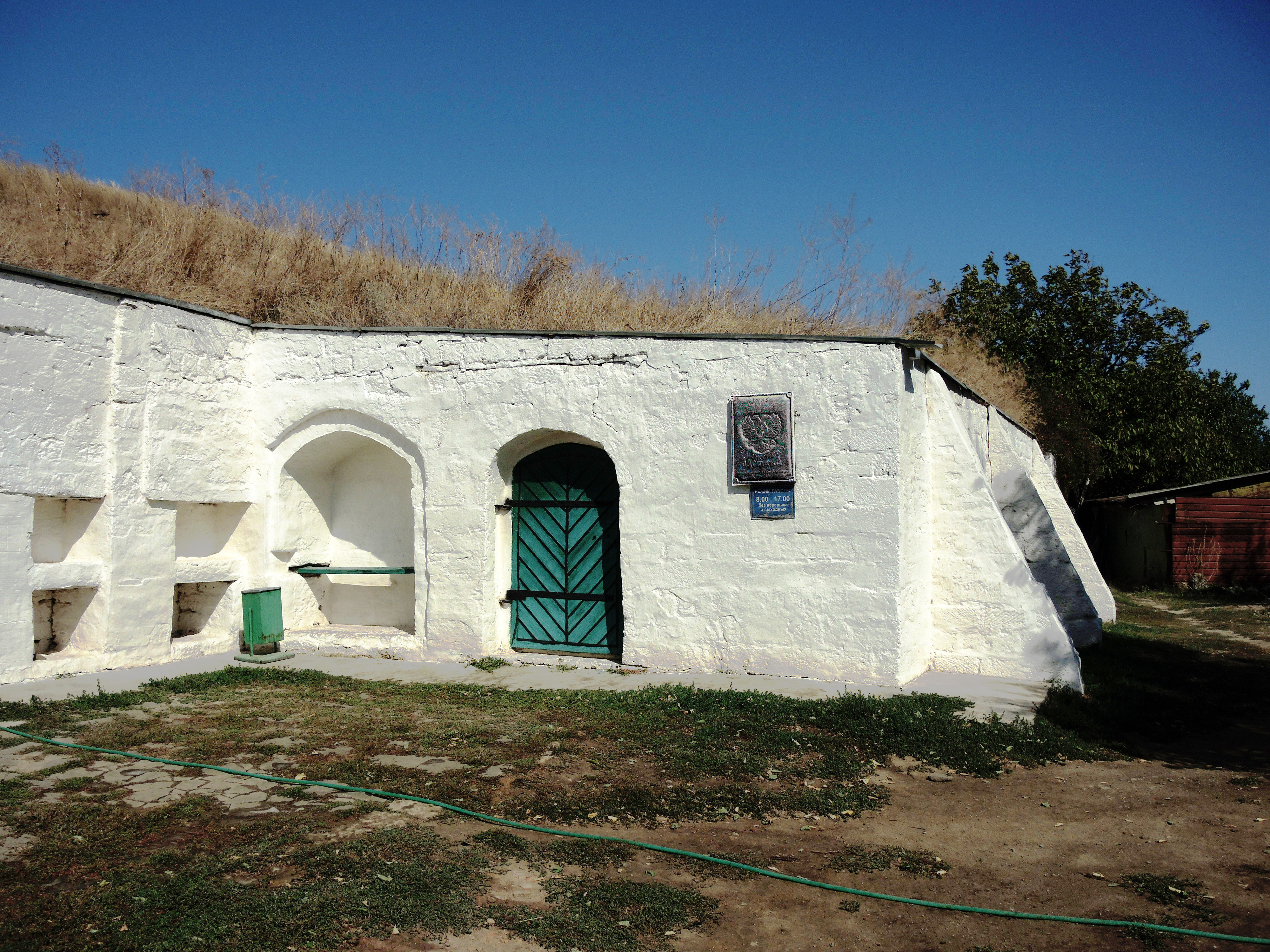
Митна застава
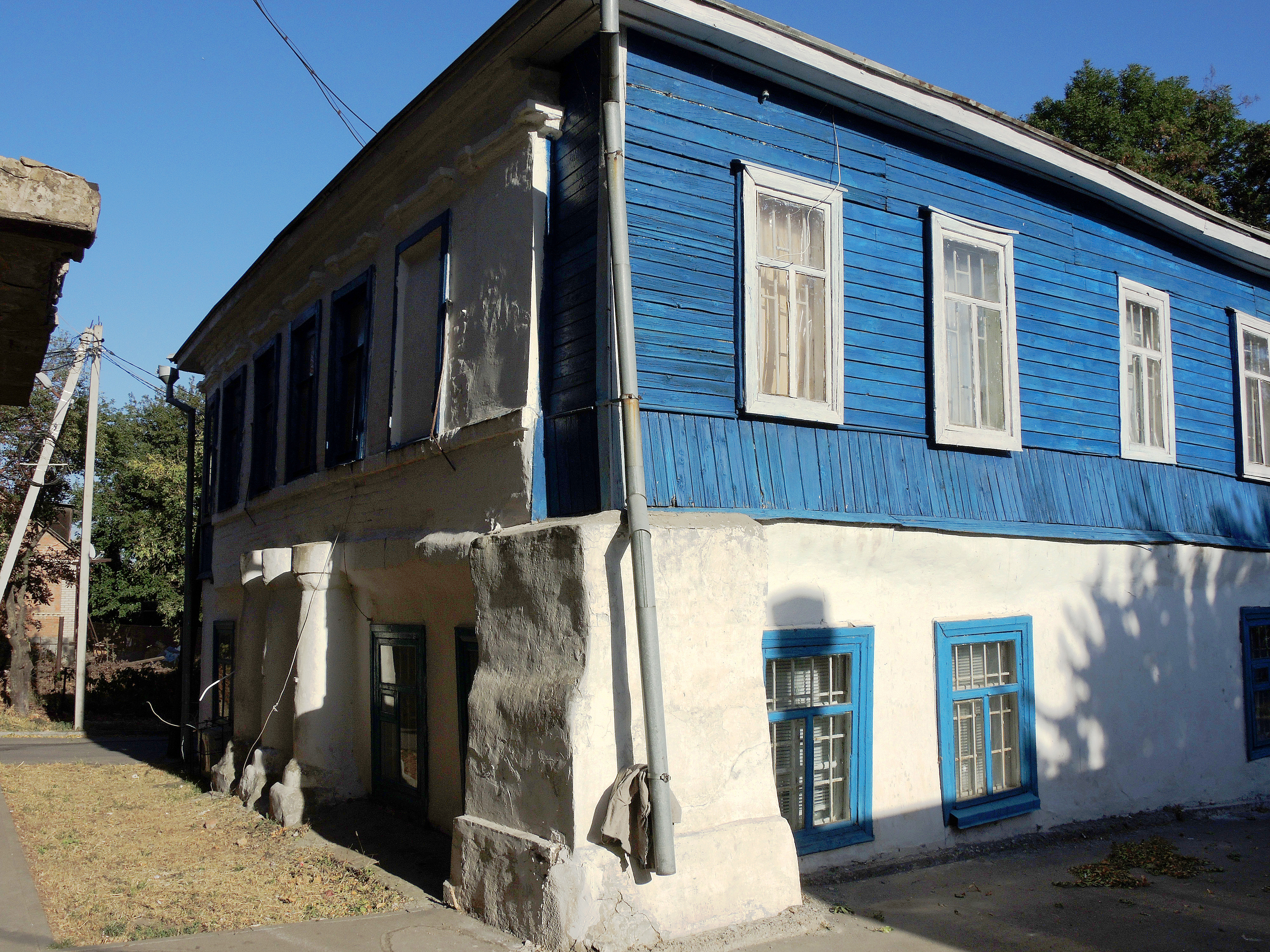
Військово-історичний музей